# In with the Out Crowd
In with the Out Crowd is het zesde studioalbum van de Amerikaanse ska-punkband Less Than Jake. Het album werd uitgegeven op 23 mei 2006 op cd via het platenlabel Sire Records. Het werd geproduceerd door Howard Benson, die ook het derde studioalbum van de band heeft geproduceerd (Hello Rockview uit 1998). Op de voorgaande ep Absolution for Idiots and Addicts die eerder dat jaar werd uitgegeven staan twee nummers van dit album en twee andere nummers die tijdens de opnamesessies voor dit album zijn opgenomen.

## Nummers
1. "Soundtrack of My Life" - 2:59
2. "A Still Life Franchise" - 3:28
3. "Overrated (Everything Is)" - 3:10
4. "Fall Apart" - 3:09
5. "In-Dependence Day" - 2:48
6. "Don't Fall Asleep on the Subway" - 3:16
7. "Landmines and Landslides" - 2:58
8. "The Rest of My Life" - 3:33
9. "Mostly Memories" - 3:13
10. "Let Her Go" - 2:23
11. "Hopeless Case" - 3:58
12. "P.S. Shock the World" - 4:06

## Muzikanten
| Band - Chris Demakes - gitaar, zang - Roger Manganelli - basgitaar, zang - Vinnie Fiorello - drums - Buddy Schaub - tenortrombone - Peter Wasilewski - tenorsaxofoon | Aanvullende muzikanten - Howard Benson - keyboard - Lenny Castro - slagwerk |